# Quận Monroe, New York
Quận Monroe là một quận nằm trong tiểu bang New York. Theo điều tra dân số năm 2000, dân số quận là 735.343. Quận được đặt tên sau khi James Monroe, Tổng thống Hoa Kỳ thứ 5. Quận lỵ là thành phố của Rochester.
Quận Monroe là một phần của khu vực thống kê dân số Rochester, NY. Nó nằm ở Tây New York.